# ازدواج الرؤية الدماغي
يصف ازدواج الرؤية الدماغي أو الشفع الدماغي رؤية صورتين أو أكثر من الصور المرتبة في صفوف، أو أعمدة أو أقطار بعد تثبيت النظر على المنبه. تحدث الصور مزدوجة الرؤية بشكل أحادي العين على الجانبين (عين واحدة مفتوحة على كلا الجانبين) أو ثنائي العين (العينان مفتوحتان)، ما يميزها عن الشفع العيني أو ازدواج الرؤية العيني. قد يتراوح عدد الصور المكررة من صورة واحدة إلى مئات الصور. يبلغ بعض المرضى عن صعوبات في تمييز الصور المكررة وتفريقها عن الصور الحقيقية، بينما يبلغ آخرون عن اختلاف الصور المزيفة في الحجم، أو الشدة أو اللون. لا ينبغي الخلط بين ازدواج الرؤية الدماغي والتكرر المرئي (التتبع المرئي)، الذي ينطوي على ظهور صور متعددة أثناء مشاهدة جسم معين. مع ذلك، تعود الصور المكررة في الشفع الدماغي إلى أجسام ثابتة ومثبتة حتى بعد زوال الجسم من الساحة البصرية. تسبب حركة الجسم الأصلي تحرك جميع الصور المكررة، أو قد تختفي الصور المزدوجة خلال الحركة. في حالات ازدواج الرؤية الخاصة بالتكرر المرئي، تسبب الحركة ترك كل صورة مزدوجة لصورة أخرى في أعقابها، ما يخلق مئات الصور المثبتة (الرؤية المزدوجة الشبكية).
يسبب كل من حالات الاحتشاء، والأورام، والتصلب المتعدد، والإصابات الرضية، والتهاب الدماغ، والصداع النصفي والنوبات تطور ازدواج الرؤية الدماغي وفقًا للتقارير الواردة. ورد تطور ازدواج الرؤية الدماغي في آفات القشرة البصرية الواقعة خارج الجسم المخطط، ما يُعتبر أحد الأمور الهامة من أجل كشف الحركة، والتوجه والاتجاه. غالبًا ما تحدث اضطرابات ازدواج الرؤية الدماغي في حالات عجز الحقل المتماثلة، ما يشير إلى إمكانية اعتبار فرط الاستثارية في إزالة التدفعات الواردة إحدى الآليات المسببة المحتملة، بما يتشابه مع هلوسات التحرير البصري (متلازمة شارل بونيه).

## الأسباب
على الرغم من غياب الأسباب الواضحة لازدواج الرؤية الدماغي، تظهر حالات عديدة ارتباطًا بآفات الفص القفوي أو الصدغي. تحدث غالبية حالات ازدواج الرؤية الدماغي عند وجود آفات ثنائية الجانب في القشرة الصدغية أو القفوية، مع ذلك، قد تترافق بعض الحالات بآفات أحادية الجانب. نتيجة لذلك، قد ينشأ ازدواج الرؤية من أي نوع من الاحتشاء في الفصين الصدغيين أو القفويين، لكن ما تزال الآلية الدقيقة الكامنة خلفه غير واضحة. أظهرت بعض الحالات تطور ازدواج الرؤية عند وجود الاحتشاء في أطراف الفصين القفويين وعلى الأسطح الخارجية لهما. من جهة أخرى، يختبر بعض المرضى ازدواج الرؤية الدماغي المرتبط بحالات من الصداع والصداع النصفي في الفص الجبهي الصدغي.
تختلف آلية الاحتشاء باختلاف المرضى، لكن يختبر يتطور ازدواج الرؤية بشكل شائع لدى المرضى المصابين بالصرع في القشرة المخية القفوية، أو لدى المرضى ممن يعانون من السكتة الدماغية. في حالات الصرع، غالبًا ما يختبر المريض ازدواج الرؤية الدماغي بالترافق مع التكرر المرئي إذ يشترك كلا الاضطرابين بآلية التطور الصرعية.